# غوردون جونز (لاعب كرة قدم)
غوردون جونز (بالإنجليزية: Gordon Jones)‏ (1 فبراير 1889 في المملكة المتحدة - ) هو لاعب كرة قدم بريطاني (وحمل سابقاً جنسية المملكة المتحدة لبريطانيا العظمى وأيرلندا) في مركز مهاجم داخلي. لعب مع بولتون واندررز وتوتنهام هوتسبير ونادي ريكسهام ونادي تشستر سيتي وأشتون يونايتد وFlint Town United F.C. ‏ وSouth Liverpool F.C. ‏.